# Ferrari 642
Vous lisez un « bon article » labellisé en 2020.
Chronologie des modèles (1991)
Ferrari 641 Ferrari 643
La Ferrari 642, également connue sous la dénomination Ferrari F1-91, est une monoplace de Formule 1 engagée par la Scuderia Ferrari dans le cadre des six premières manches du championnat du monde de Formule 1 1991. Elle est pilotée par le Français Alain Prost, présent dans l'équipe depuis 1990, qui dispute sa douzième année dans la discipline-reine qu'il a intégrée en 1980, et son compatriote Jean Alesi, en provenance de l'écurie Tyrrell Racing avec laquelle il a disputé sa première saison complète.
Conçue par les ingénieurs Steve Nichols et Jean-Claude Migeot, la 642, équipée d'un moteur V12 Ferrari 037, est une évolution de la 641 de la saison précédente et s'en distingue par un empattement et des pontons allongés. Elle reprend néanmoins le museau en forme de bec de canard de la 640 de 1989 et conserve une transmission semi-automatique, mise au point pour la Ferrari 639, à l'origine des monoplaces de l'écurie italienne depuis 1989.
Après l'excellente première saison de Prost en 1990 (cinq victoires et neuf podiums, à la lutte avec Ayrton Senna pour le titre mondial jusqu'à leur accrochage au premier virage lors de l'avant-dernière course à Suzuka), la 642 porte tous les espoirs de l'écurie de Maranello alors que son coéquipier Nigel Mansell est parti chez Williams, et que le prometteur Jean Alesi rejoint le « Professeur » déjà triple champion du monde. La monoplace de 1991 est propulsée par un moteur V12 atmosphérique annoncé comme le plus puissant du plateau. Le châssis est censé rivaliser avec ceux de Williams et de McLaren, les principaux protagonistes du championnat.
Mais rien ne se passe comme prévu. Après des premiers essais effectués en janvier 1991 sur le circuit du Castellet au terme desquels Ferrari et Alain Prost, qui s'est d'abord montré hésitant à poursuivre sa carrière en Formule 1, s'annoncent comme les favoris du championnat, la 642 apparaît, dès sa première course à Phoenix, comme une monoplace à la fiabilité incertaine, incapable de se battre pour la victoire face à la McLaren MP4/6-Honda de Senna et les Williams FW14-Renault de Mansell et Riccardo Patrese.
Les contre-performances s'enchaînent dans les courses suivantes, provoquant une crise interne à Ferrari qui est très critiquée par les médias italiens et par Prost, qui considère que les titres mondiaux des pilotes et des constructeurs sont déjà assurés pour Senna et McLaren : le directeur sportif, Cesare Fiorio, est limogé à l'issue du Grand Prix de Monaco, et remplacé par Piero Lardi-Ferrari à la direction générale, Claudio Lombardi à la direction des opérations et Marco Piccinini à la gestion des pilotes et des commanditaires.
Pour tenter d'améliorer ses résultats (seulement deux podiums, deux meilleurs tours en course et seize points inscrits), Ferrari, alors quatrième du championnat du monde des constructeurs, engage la 643 dès la septième manche de la saison, en France.

## Contexte et développement

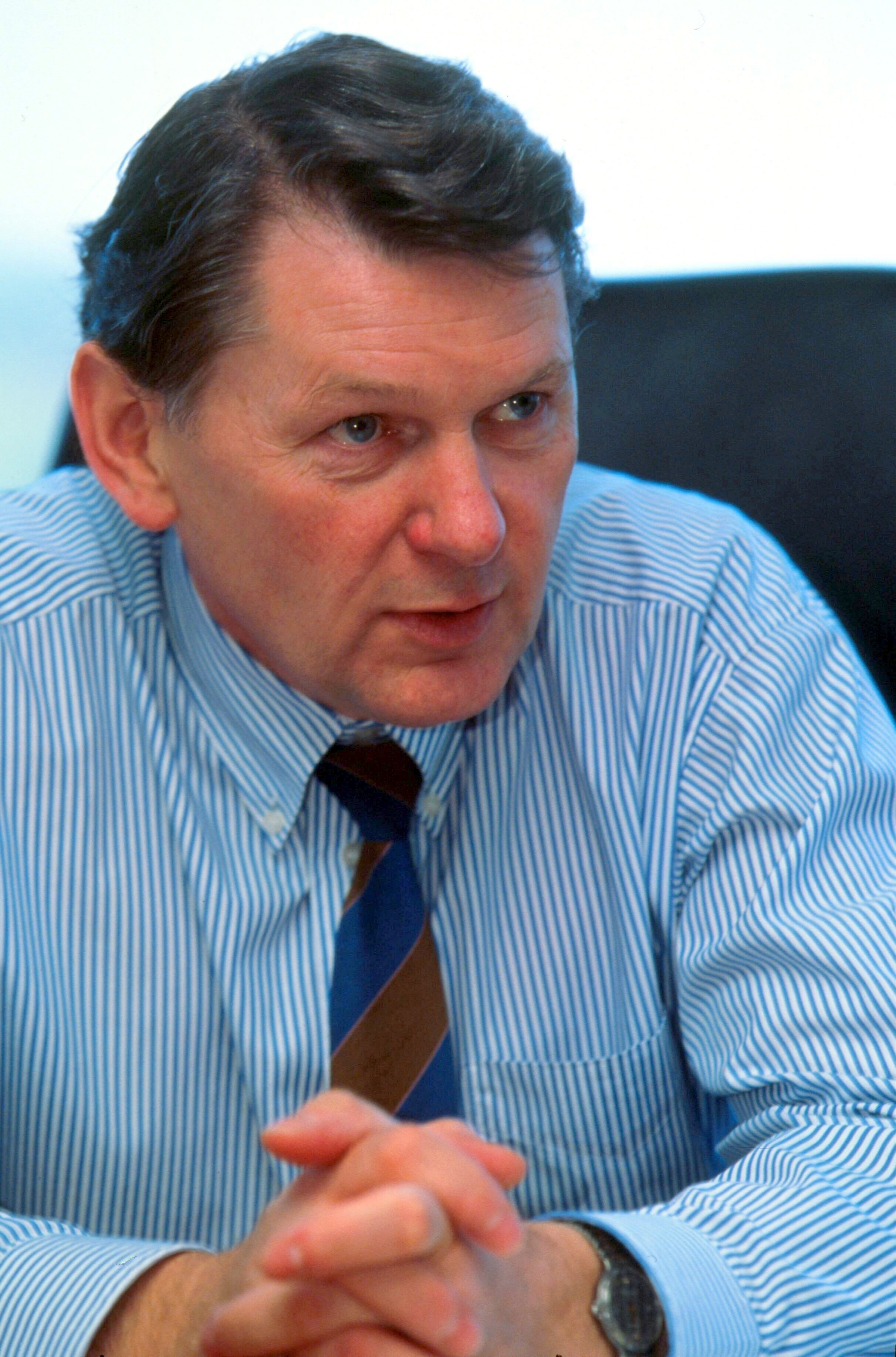
John Barnard est l'ingénieur à l'origine du concept de la Ferrari 639, qui préfigure les 640, 641, 642 et 643.

En 1989, la Scuderia Ferrari profite de l'interdiction des moteurs turbocompressés au profit des moteurs atmosphériques limités à 3,5 litres pour tenter de prendre sa revanche face à McLaren-Honda qui a écrasé le championnat du monde de Formule 1 1988 en remportant quinze des seize manches de la saison. L'écurie italienne réorganise ses départements techniques en confiant à l'ingénieur britannique John Barnard, à l'origine des premières monoplaces de Formule 1 fabriquées en fibre de carbone chez McLaren, le soin de construire un nouveau châssis et à Claudio Lombardi la conception d'un nouveau moteur V12. Ce bloc 035/5, composé de quatre arbres à cames et cinq soupapes par cylindre, développe 600 chevaux à 12 500 tours par minute. John Barnard, pour parfaire ce bloc qui pourrait ne pas rivaliser avec le V12 Honda et le V10 Renault de l'écurie Williams, développe une boîte de vitesses à sept rapports avec un embrayage automatique qui s'actionne par le biais de palettes situées derrière le volant : la pédale d'embrayage n'est utilisée qu'au démarrage de la monoplace. Le tout est greffé à un châssis monocoque en fibre de carbone dont l'aérodynamique se distingue par un nez étroit et de larges pontons très raccourcis au niveau des bras de suspension avant. Cet ensemble donne naissance à la Ferrari 639, une monoplace d'essais pilotée par Gerhard Berger et Nigel Mansell durant l'hiver 1988-1989, qui préfigure toutes les monoplaces Ferrari jusqu'en 1991,.
En course, la Ferrari 640, dérivée de la 639, se révèle performante puisque Mansell et Berger se distinguent par trois victoires et plusieurs podiums, mais la fiabilité de la nouvelle boîte de vitesses est catastrophique : en trente-deux engagements, la 640 ne rallie l'arrivée qu'à neuf reprises. Le directeur sportif de Ferrari, Cesare Fiorio, tient alors Barnard et son bureau d'études britannique Guildford Technical Office pour responsable de cette déconvenue et obtient la non-reconduction de son contrat à l'issue de la saison,. Pour 1990, sur les conseils du triple champion du monde Alain Prost, Steve Nichols est recruté comme nouveau directeur technique en remplacement de Barnard. Son rôle est de fédérer l'écurie dans la quête d'un titre mondial qui n'a plus été remporté depuis 1979. Il allège les amortisseurs et conçoit des programmes de changement de vitesses sautant des rapports pour la future Ferrari 641. Évolution de la 640, elle en diffère par un système de refroidissement amélioré, une boîte de vitesses fiabilisée et un moteur V12 Ferrari 036 développant 680 chevaux à 12 750 tours par minute.
Alain Prost rivalise alors avec Ayrton Senna (McLaren) pour le titre de champion du monde des pilotes en 1990 et remporte cinq victoires. Lors du Grand Prix du Portugal, en fin de saison, le Français est gêné au départ par Mansell qui s'adjuge la victoire alors qu'il officiait comme lieutenant de Prost, dévoué à l'aider à remporter un quatrième titre de champion du monde. Ce dernier méprise alors le Britannique et s'en prend à Cesare Fiorio, son directeur sportif, qui aurait dû, selon lui, donner la consigne de le laisser passer. Songeant à quitter Ferrari dès la fin de saison, Prost reçoit le soutien de Giovanni Agnelli, le président du groupe Fiat, et de Piero Fusaro, le président de Ferrari, qui lui assurent le dévouement total de l'équipe dans sa lutte face à Senna,. La motivation du Français est ensuite mise à mal par l'accrochage prémédité de Senna au Grand Prix du Japon, assurant ainsi au Brésilien et à McLaren les titres pilotes et constructeurs. Écœuré par le comportement antisportif de son rival, qui s'est délibérément vengé de l'accrochage entre les deux hommes lors du Grand Prix du Japon 1989 (qui avait permis à Prost d'être sacré), par l'absence de sanctions de la part de la Fédération internationale du sport automobile et par l'absence de réclamation de la direction de Ferrari (qui espère recruter Senna à l'avenir) le Français réfléchit à quitter la Formule 1.

## Conception de la monoplace

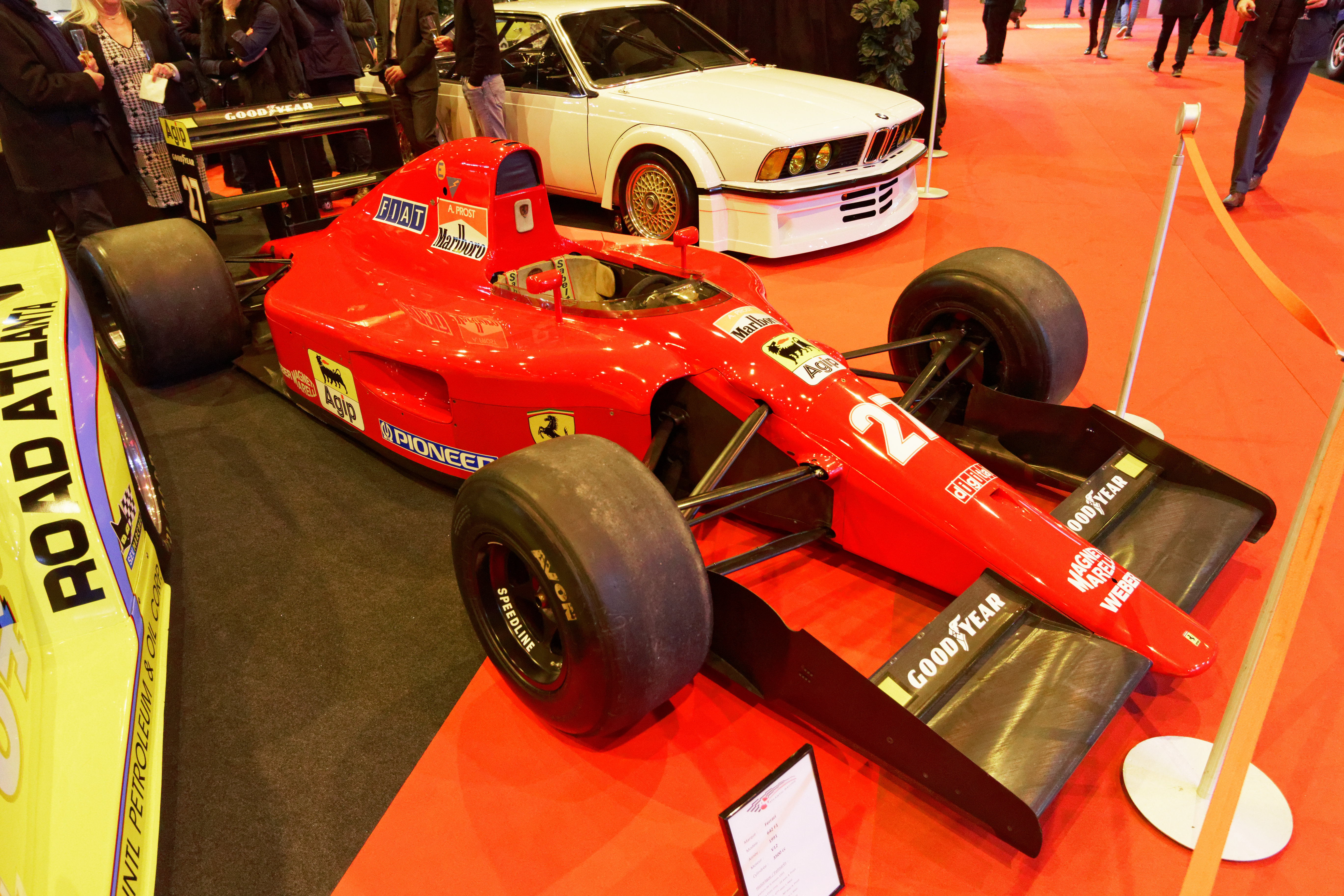
La Ferrari 642 (ici en 2018 à l'exposition Rétromobile à Paris) est une évolution des Ferrari 640 et 641.

La Ferrari 642, conçue par Steve Nichols et Jean-Claude Migeot, dispose d'un châssis monocoque moulé en fibre de carbone et en kevlar et d'une structure en nid d'abeille. D'une masse de 505 kilogrammes, la Ferrari 642 est longue de 4 400 mm, large de 2 130 mm et haute de 1 004 mm. Son empattement est de 2 881 mm, sa voie avant est de 1 800 mm et sa voie arrière est de 1 675 mm,. Il ne s'agit que d'une simple évolution de la Ferrari 641 de 1990 (elle-même dérivée de la Ferrari 640 de 1989) car le nouveau directeur technique, Steve Nichols, préfère apporter des améliorations à cette monoplace plutôt que d'en concevoir une nouvelle à partir d'une feuille blanche. Elle se distingue de sa devancière par un empattement et des pontons plus longs et plus bas, affinés et moins arrondis. Le moteur est refroidi par une proéminente prise d'air à l'arrière du châssis et par une boîte à air surmontant le casque du pilote. La 642 reprend enfin le nez en forme de bec de canard de la 640.

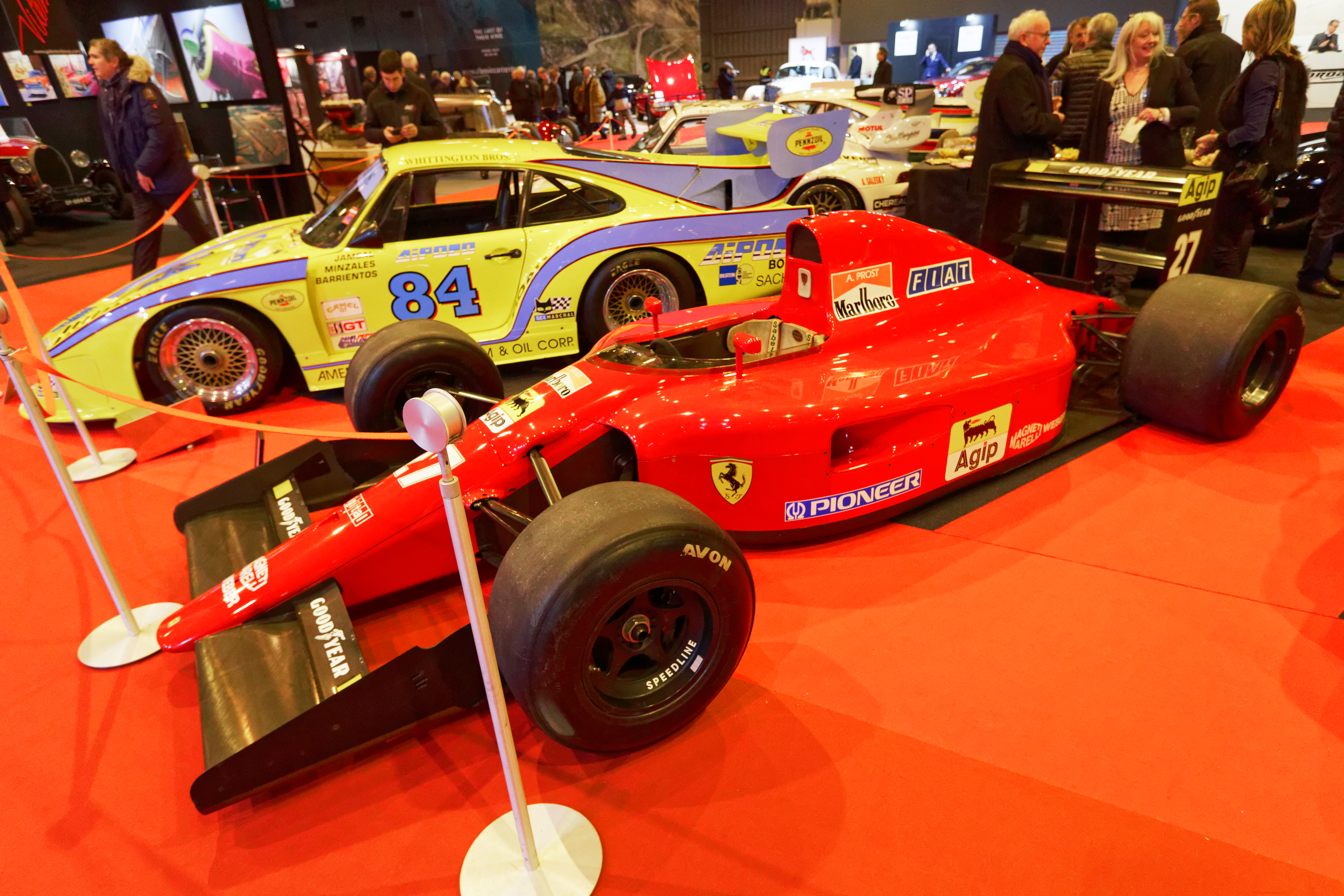
La Ferrari 642 est considérée comme l'une des monoplaces les plus puissantes du plateau.

Les suspensions de la 642 disposent d'un système d'actionnement composé d'un poussoir, de barres de torsion verticales par rapport à l'essieu avant, de double triangles, d'amortisseurs télescopiques et d'une barre antiroulis. À l'arrière, des ressorts hélicoïdaux sont liés à l'essieu arrière. La transmission est assurée par une boîte de vitesses longitudinale semi-automatique à gestion électro-hydraulique à sept vitesses développée en interne. L'embrayage, composé de trois disques en carbone, est à commande mécanique et automatique. Les disques de frein en carbone sont conçus par Carbone Industrie et les étriers par Brembo. Les pneumatiques sont fournis par Goodyear. Enfin, le carburant Agip (qui fournit aussi les lubrifiants) est stocké dans un réservoir de 215 litres,,.
La 642 est propulsée par un moteur V12 atmosphérique Ferrari 037 ouvert à 65 degrés de 3 499 cm3 de cylindrée développant, en début de saison, 710 chevaux à 13 800 tours par minute. Il s'agit d'un moteur central longitudinal, actionné par cinq soupapes par cylindre et deux arbres à came. Le système d'alimentation en carburant, fourni par Weber-Marelli, est à injection directe électronique et composé de deux injecteurs par cylindre. L'allumage électronique commande une bougie par cylindre. L'électronique, qui gère le moteur, est fournie par Magneti Marelli,. Il s'agit d'un des blocs les plus puissants du plateau puisqu'il affiche 60 chevaux de plus que le moteur V8 Ford-Cosworth HBA des Benetton B191 et 10 chevaux de plus que le V10 Renault équipant la Williams FW14,.
Ferrari prévoit de n'aligner la 642 que pour la première moitié du championnat, avant d'engager la Ferrari 643 qui pourrait même être engagée avant la mi-saison si l'écurie italienne venait à rencontrer des difficultés face à ses concurrentes.

## Choix des pilotes

### Alain Prost

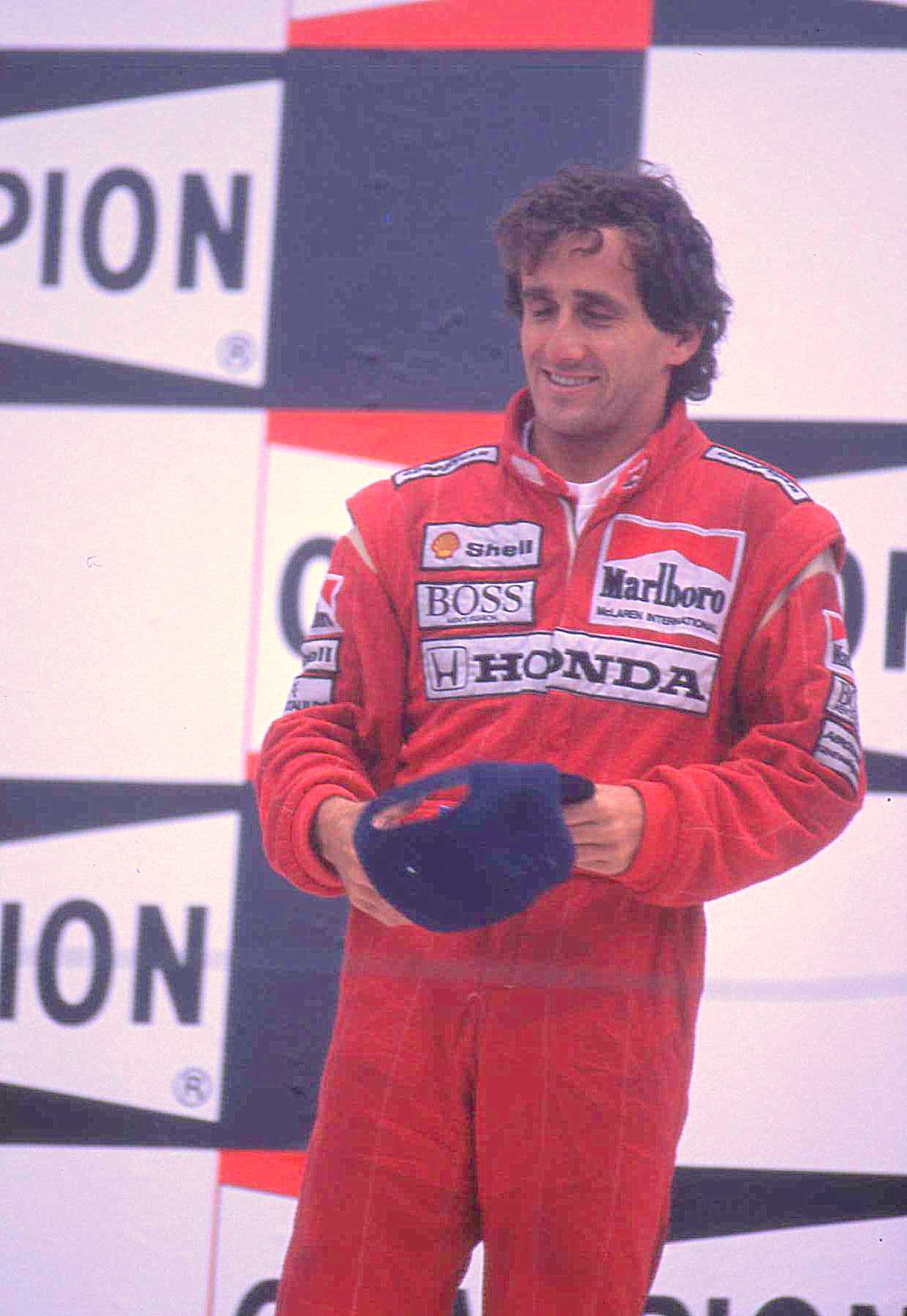
Alain Prost (ici en 1989) effectue une deuxième saison avec Ferrari en 1991 après avoir échoué à obtenir un quatrième titre mondial, face à Ayrton Senna.

Le premier pilote est le Français Alain Prost. Faisant ses débuts en Formule 1 en 1980 au volant d'une McLaren-Ford, il remporte son premier Grand Prix, à domicile, avec Renault en 1981. Vice-champion malheureux face à Nelson Piquet avec Renault en 1983 et en 1984 face à Niki Lauda avec McLaren-TAG Porsche, Prost s'adjuge le titre de champion du monde à deux reprises consécutives, en 1985 et en 1986. Après une saison plus difficile en 1987, le Français doit cohabiter avec Ayrton Senna chez McLaren en 1988 et en 1989, année lors de laquelle il remporte un troisième titre mondial. Ne supportant plus la préférence donnée au Brésilien au sein de l'écurie britannique, il rejoint la Scuderia Ferrari en 1990, où il est vice-champion du monde face à Senna,.
En 1990, les rumeurs quant à la possible retraite du Français persistent : dès juillet, la presse allemande clame que Prost se retirera de la compétition au terme de se contrat le liant à Ferrari, fin 1991. Cette nouvelle énerve passablement le principal intéressé, qui explique « qu'après Ferrari, il n'y aura plus de défi à relever ». Le 23 août, l'équipe italienne confirme qu'elle aligne Prost la saison suivante, ce dernier ayant menacé de partir si Ferrari engageait Senna pour 1991.
Néanmoins, la victoire de Nigel Mansell au Portugal fait resurgir la menace du départ du triple champion du monde qui clame que « Ferrari ne mérite pas le titre mondial ». L'accrochage avec Senna au Japon le pousse à envisager de quitter la Formule 1 (il exhorte Ferrari à « chercher un autre pilote pour me remplacer »). Au soir de la dernière manche, en Australie, il clarifie sa position, expliquant que cette citation était « le fruit d'un complet écœurement » : « Je me suis aperçu que dans ce milieu d'une totale stupidité, on passait plus de temps à répondre aux assertions erronées, aux propos imbéciles et finalement à l'incompétence générale. C'est la raison pour laquelle j'ai eu soudainement l'envie de tout abandonner ». Le Français songe néanmoins à prendre sa retraite, à moins que la Fédération internationale du sport automobile qui a, selon lui, « montré le pire exemple de ce que la course au plus haut niveau est devenue », instituait une commission de sécurité, ce qu'elle fait en fin d'année pour enquêter sur la sécurité lors des Grands Prix, à la demande de Ferrari,.
Finalement, en janvier 1991, lors des essais hivernaux organisés sur le circuit du Castellet, Alain Prost déclare qu'« on le verrait certainement en 1991 » avec Ferrari, expliquant que malgré les tensions avec la FISA et Cesare Fiorio, le directeur sportif de l'écurie italienne, qu'il n'a « jamais perdu le goût de travailler avec l'équipe ». Il reste néanmoins en désaccord avec le président de la FISA, Jean-Marie Balestre qui n'est pas intervenu dans le conflit l'opposant à Senna : « Le goût d'évoluer dans le milieu, je l'ai perdu depuis longtemps. Et pas seulement depuis l'affaire de Suzuka. Il est alarmant de voir des gens qui prennent des décisions ridicules au plus haut niveau, mais bon. J'ai décidé de ne plus trop parler, de me concentrer sur mon métier. Mais cela ne m'empêchera pas d'ouvrir ma grande gueule, ».

### Jean Alesi

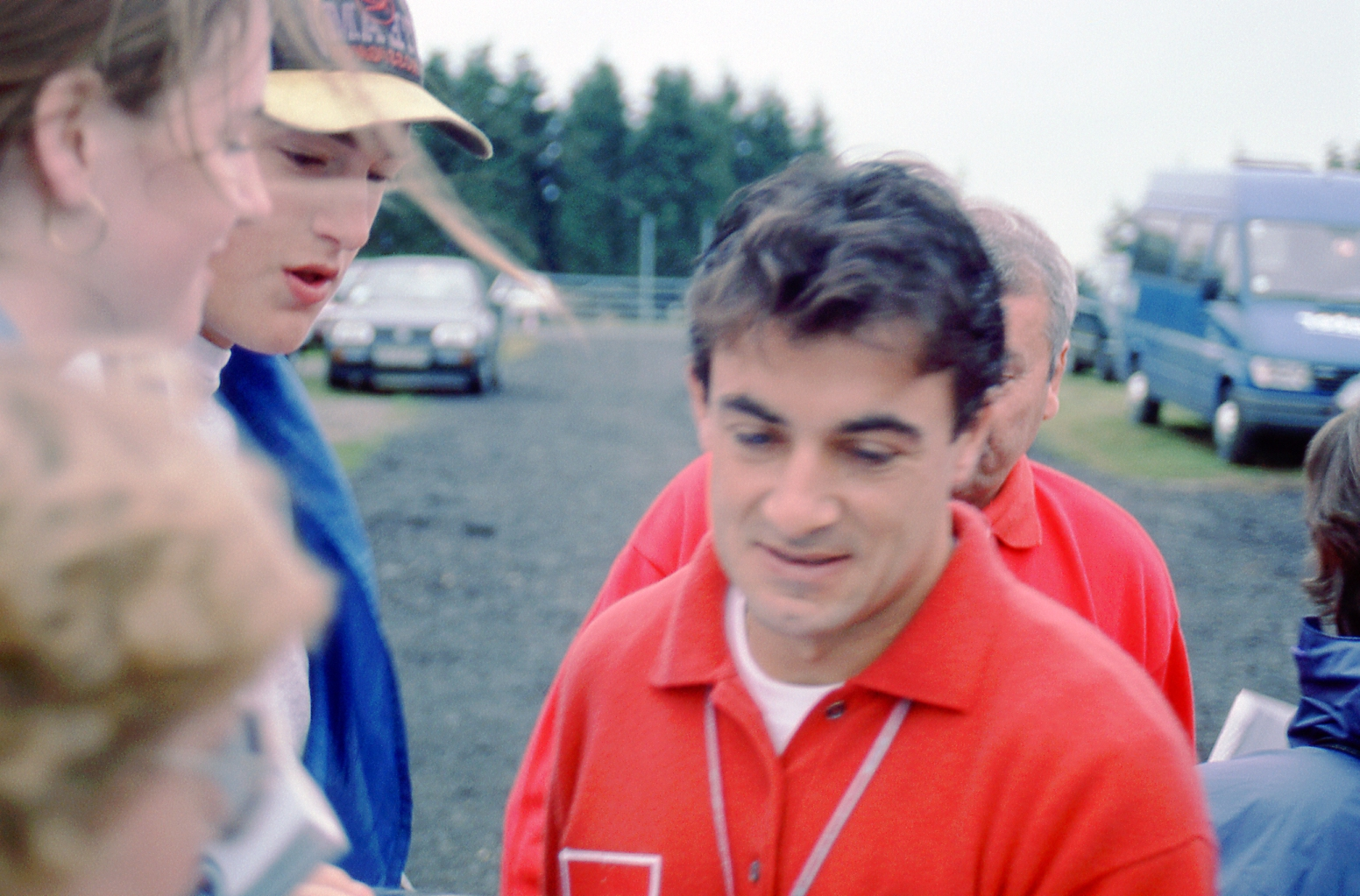
Jean Alesi (ici en 1995) rejoint la Scuderia Ferrari en 1991 après une première saison complète impressionnante avec Tyrrell.

Le deuxième pilote est le Français Jean Alesi. Vice-champion de France de Formule 3 en 1986 dès sa première saison, il s'adjuge le titre l'année suivante avec sept victoires pour le compte de l'équipe Oreca avec laquelle il fait ses débuts en championnat international de Formule 3000 en 1988. En 1989, il rejoint l'écurie Eddie Jordan Racing, avec laquelle il remporte le championnat. La même année, il fait ses débuts en Formule 1 avec Tyrrell Racing, lors du Grand Prix de France 1989, où il termine quatrième, après avoir occupé la deuxième place derrière Alain Prost. En 1990, il s’affirme comme une valeur sûre de la discipline en étant deuxième aux États-Unis, où il lutte pour la victoire face à Ayrton Senna (McLaren), et à Monaco, où il bataille avec Gerhard Berger (McLaren) malgré sa modeste Tyrrell 019,.
Avec l'annonce du départ à la retraite de Nigel Mansell (qui rejoint finalement Williams en 1991), Ivan Capelli, Pierluigi Martini et Jean Alesi sont cités pour épauler Alain Prost chez Ferrari. Néanmoins, le Français s'est engagé pour deux saisons auprès de Williams dès février, mais la proposition d'un contrat au sein de l'équipe de ses rêves le pousse à dénoncer son contrat auprès de l'écurie britannique. Williams menace le Français d'une action en justice tandis que Tyrrell met son veto à son transfert. Cesare Fiorio se rabat en second choix sur le pilote Benetton Formula Alessandro Nannini à qui il propose un contrat d'un an avec une option renouvelable par Ferrari. L'Italien, en désaccord sur les termes de ce contrat, ne le signe pas. Dans le même temps, Frank Williams renonce à l'accord passé avec Alesi et Ken Tyrrell consent à le laisser à Ferrari moyennant un dédommagement de deux millions de dollars. Le Français signe son contrat à la mi-septembre 1990, en marge du Grand Prix du Portugal.
Alain Prost, qui n'a pas été consulté pour le recrutement de son nouvel équipier, se montre sceptique à l'idée de voir arriver Jean Alesi. Dès l'embauche de son compatriote, il montre cette désapprobation en refusant de lui serrer la main lors du Grand Prix du Portugal, se justifiant ainsi : « J'ai refusé de lui serrer la main certes, mais c'était un scénario convenu. Connaissant le tempérament impulsif de Jean et la pression inévitable des médias prompts à nous opposer parce que nous sommes deux Français chez Ferrari, je lui ai expliqué que j'avais réussi à construire un équilibre d'efficacité chez Ferrari mais que cet équilibre était fragile dans la Scuderia, qu'il devait donc commencer par se familiariser avec l'équipe et que j'étais prêt à lui apprendre Ferrari ». Surtout, Prost craint que les origines siciliennes de son jeune équipier lui confèrent un statut privilégié au sein de l'écurie italienne et qu'il cherche à rivaliser directement avec lui, à l'instar de Senna lorsque ce dernier a intégré McLaren en 1988. Pour autant, Alesi tempère en mettant en avant sa faible expérience : « J'ai tout à apprendre d'Alain. Dix ans de F1, ce n'est pas rien ! Je vais tout observer, tout enregistrer, pour être meilleur encore ! Il n'y aura aucun problème entre nous »,.

## Engagement en championnat du monde de Formule 1
Après des premiers tours de roue prometteurs lors des essais hivernaux en janvier 1991 sur le circuit du Castellet, où Alain Prost effectue un meilleur temps en 1 min 5 s, la Scuderia Ferrari apparaît comme la favorite du championnat du monde de Formule 1 1991, eu égard à la fiabilisation de la boite de vitesses semi-automatique, au gain de puissance du moteur V12 italien et à la tenue de route de la 642, meilleure que celle de la 641. En outre, Prost obtient de Piero Fusaro (le président de Fiat, qui souhaite à terme écarter Cesare Fiorio) la prolongation de son contrat jusqu'à la fin de la saison 1992, avant le début du championnat. Pour autant, cette prorogation, dont le salaire est estimé entre 9 et 10 millions de dollars annuels versés via Marlboro, le commanditaire principal de Ferrari, n'est consentie que dans l'optique de calmer les velléités du Français qui entend prendre le contrôle de l'écurie, en demandant à Jean Sage, l'ancien directeur sportif de Renault Sport, de remplacer Fiorio à la direction sportive de Ferrari. Ces intrigues font naître une certaine défiance, de la part de l'écurie et de Fiat, envers le triple champion du monde jugé trop exigeant et impatient,,,.

### Désillusions quant au niveau de performance de la Ferrari 642

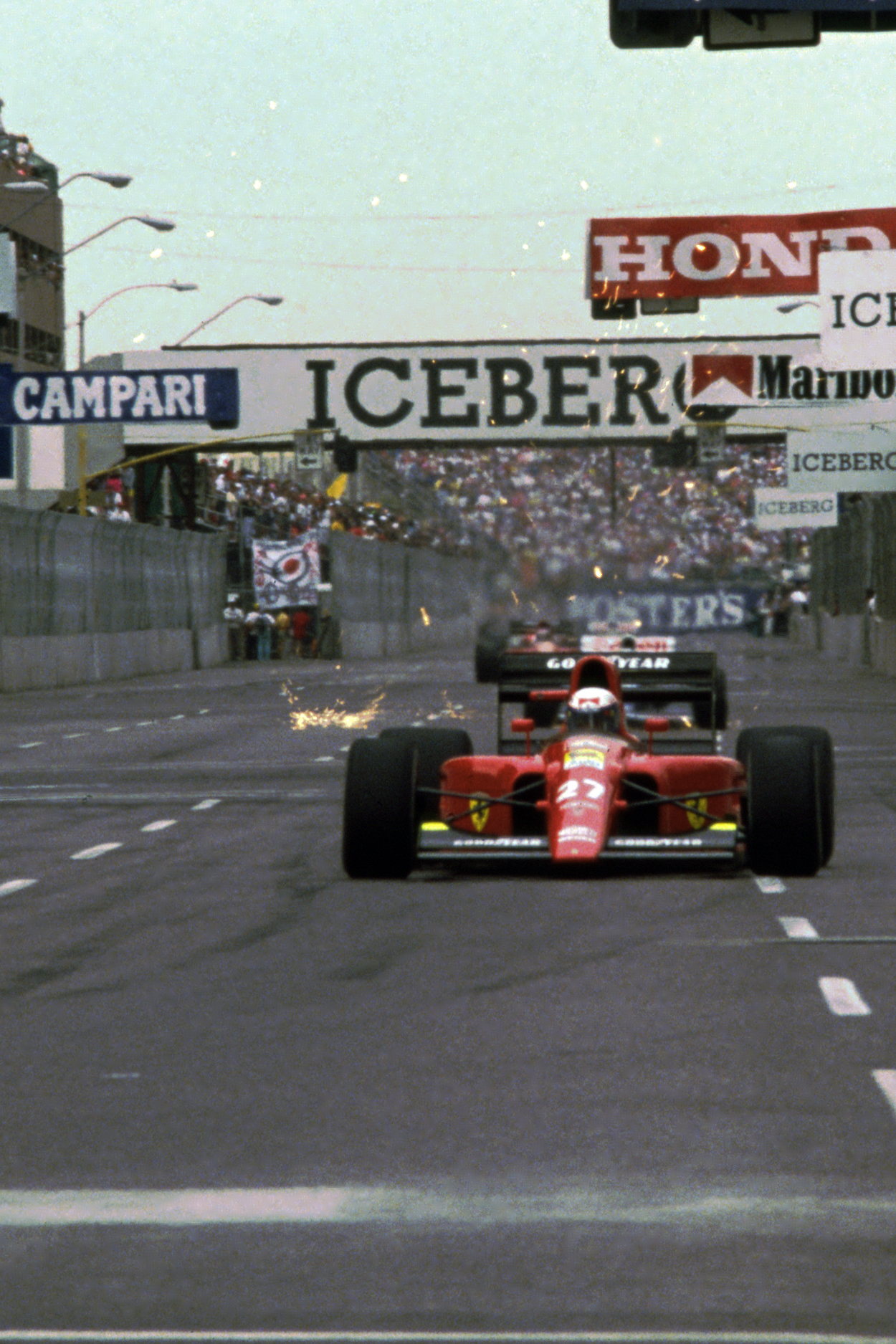
Alain Prost (Ferrari) lors du premier tour du Grand Prix des États-Unis 1991.

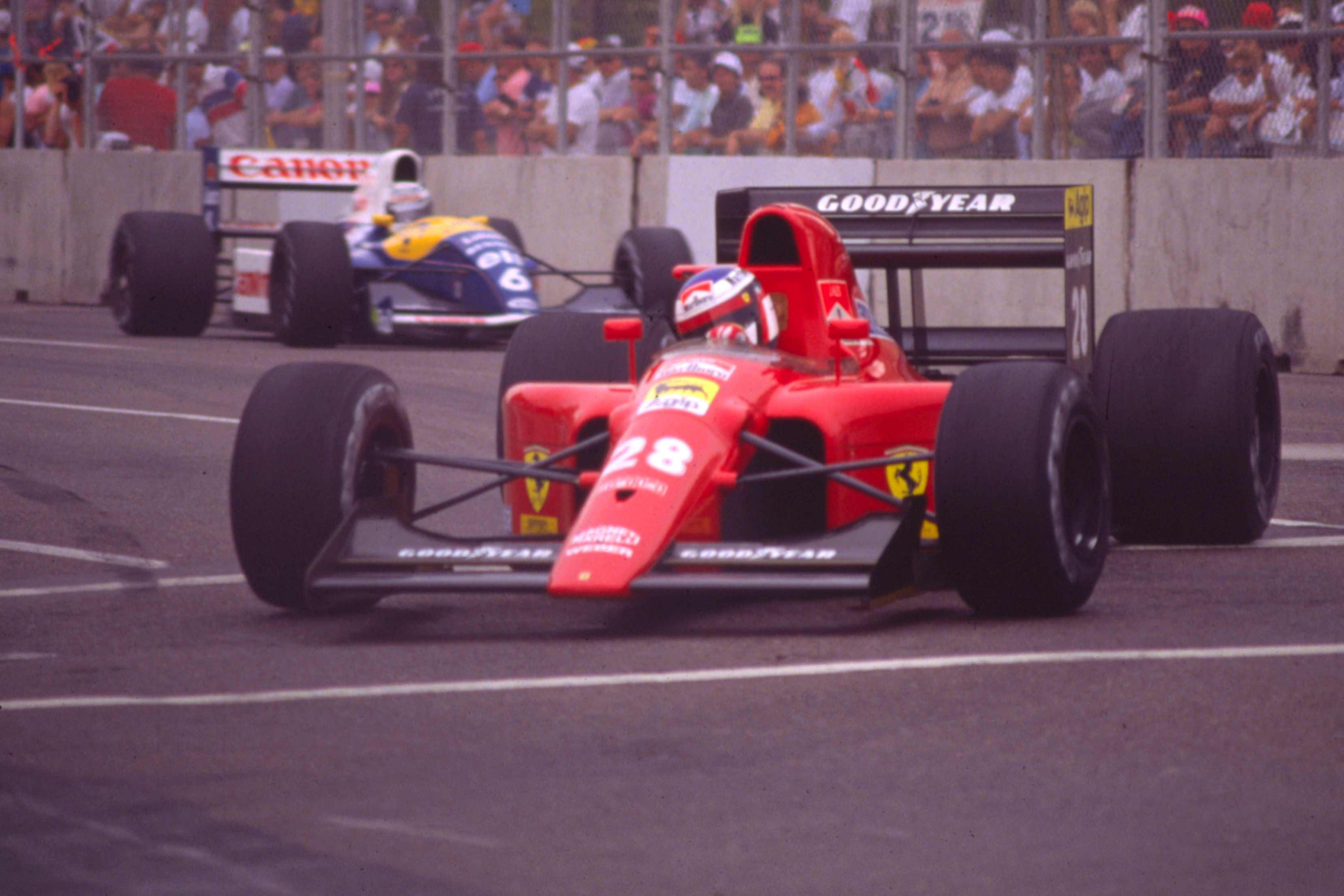
Jean Alesi à bord de la Ferrari 642 lors du Grand Prix des États-Unis 1991.

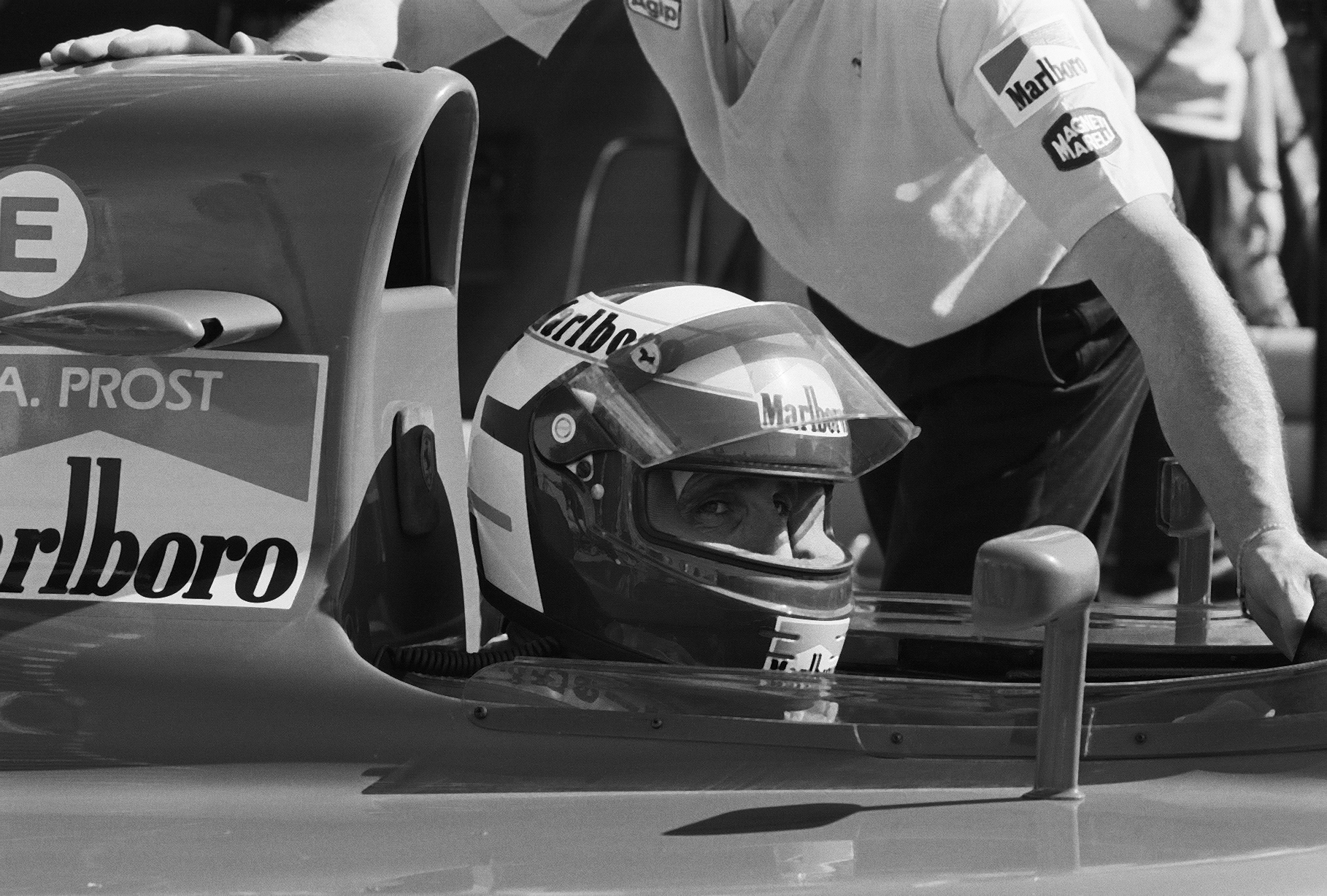
Alain Prost au volant de sa Ferrari 642 à Phoenix.

La saison commence début mars, au Grand Prix des États-Unis, sur le circuit urbain de Phoenix où les occasions de dépassement sont rares. Alain Prost prend la deuxième place sur la grille de départ, évoluant en 1 min 22 s 555, à une seconde de la pole position établie par Ayrton Senna (McLaren) tandis que Jean Alesi, sixième en 1 min 23 s 519, est relégué à deux secondes du Brésilien alors qu'il a réalisé le meilleur temps provisoire de la première séance qualificative. Prost aborde la course avec un embrayage à la fiabilité incertaine, notamment lors des freinages et en ligne droite, puisque le Français pourrait ne pas pouvoir sélectionner la vitesse souhaitée. Il envisage de n'effectuer aucun arrêt aux stands de peur de casser son embrayage. En début d'épreuve, il conserve sa deuxième place mais est incapable de rivaliser avec la McLaren MP4/6 de Senna qui accroît progressivement son avance, d'autant plus qu'il doit contenir Nigel Mansell (Williams). Au quarante-cinquième tour, il est contraint de changer ses gommes usées mais le blocage de sa roue arrière-droite lui fait reprendre la piste en septième position. Il dépasse ses concurrents un à un, malgré un Stefano Modena (Tyrrell) coriace et un contact sans gravité avec les débris issus de l'accident entre Roberto Moreno (Benetton) et Riccardo Patrese (Williams), pour terminer deuxième. De son côté, Jean Alesi prend un bon départ et est quatrième à l'issue du premier tour. Il est alors pressé par Patrese jusqu'à son arrêt lors du quarante-troisième tour, où il repart septième. Ses gommes neuves lui permettent d'occuper la deuxième place dix boucles plus loin mais, à partir du soixante-sixième tour, il rencontre des problèmes de boîte de vitesses et abandonne six tours plus tard ; il est classé douzième et s'adjuge le premier meilleur tour en course de sa carrière. Si Prost se dit satisfait de sa monoplace et son résultat, il avoue que la fiabilité a fait défaut à la Ferrari 642, ce qui n'était pas le cas lors des essais hivernaux. En outre, il estime que le tracé de Phoenix ne permet pas d'évaluer le véritable niveau de performance de sa monoplace. Pour autant, dès l'issue de cette première manche, les observateurs prédisent la domination de Senna et de McLaren tout au long de la saison,,,.
Deux semaines plus tard, lors du Grand Prix du Brésil, la Ferrari 642 manque de vitesse sur le circuit d'Interlagos ; Jean Alesi (1 min 17 s 601) et Alain Prost (1 min 17 s 739) sont cinquième et sixième des qualifications, à 1,2 seconde du meilleur temps établi par Senna. En course, Prost, coincé en début d'épreuve derrière la Benetton de Nelson Piquet qu'il échoue à dépasser, et Alesi se démènent avec un châssis manquant d'adhérence, même lorsqu'ils roulent avec peu d'essence, pour finir quatrième et sixième, ne marquant que quatre points pour l'écurie qui se retrouve deuxième du classement des constructeurs avec dix unités, contre vingt-quatre pour McLaren-Honda. La crise couve alors chez Ferrari : Prost, deuxième avec neuf points, est loin du vainqueur Ayrton Senna, en tête du classement provisoire, dont la victoire cette année-là à domicile est restée légendaire,,,.
Le triple champion du monde français se met en colère : « Le moteur et le châssis sont à revoir ». Il ajoute « Tant que je conduirais une voiture bonne au warm-up et mauvaise en course, nous n'arriverons à rien. Vivement la 643 ! » L'aérodynamique de la monoplace est mise en cause dans les mauvaises performances de l'écurie, d'autant plus que ce secteur de conception a péché par l'absence de Jean-Claude Migeot, l'aérodynamicien à l'origine du concept de la Ferrari 639 originelle, de retour chez Ferrari à Interlagos après deux ans passés chez Tyrrell Racing. Celui-ci est chargé de retoucher le châssis 642 pour la prochaine manche, à Saint-Marin,.

### Châssis modifié, Cesare Fiorio renvoyé
Un mois plus tard, à la fin avril, lors du Grand Prix de Saint-Marin disputé dans le fief de la Scuderia sur l'Autodromo Enzo e Dino Ferrari d'Imola, Ferrari présente un châssis modifié, avec des pontons redessinés et un rétrécissement moins prononcé de la partie arrière. Une semaine avant l'épreuve, Alain Prost réalise le record du circuit lors d'essais privés, en 1 min 22 s 412. Avant la course, Alain Prost exprime ses doutes : « J'espère que le pas en avant va venir, parce qu'il y a le feu à la maison ». Surtout, il compare l'attitude enjouée de Ferrari face à ces performances en essais au comportement travailleur de son ancienne écurie, McLaren, qui aurait cherché des solutions pour l'améliorer. Cette comparaison irrite sa hiérarchie chez Fiat et la presse italienne, qui le qualifie de pilote « jamais content »,.
Mais le weekend tourne à la débâcle. En qualifications, Prost obtient le troisième temps en 1 min 22 s 195, à trois dixièmes de seconde de la pole position d'Ayrton Senna (McLaren) tandis que Jean Alesi est septième en 1 min 23 s 945 après avoir cassé un moteur lors des essais. Le dimanche, un orage éclate juste avant le départ et, dans le tour de formation, Prost part en aquaplanage, sort de la piste, cale dans le terrain herbeux et abandonne sans prendre part à la course. Dès le deuxième tour, en tentant de dépasser Stefano Modena par l'extérieur au freinage de Tosa, Alesi perd le contrôle de sa machine et s'écrase contre le mur de pneus : il n'y a plus de Ferrari en piste tandis que Senna remporte sa troisième victoire consécutive,.
Alors que Prost invoque un blocage des roues pour sa sortie, son patron Piero Fusaro lui impute la faute en précisant que la télémétrie n'indique aucun problème avec la transmission. L'équipe technique ne sait toujours pas comment améliorer le comportement de la 642 pour augmenter son niveau de performance. La direction de Ferrari se déchire, Piero Fusaro souhaitant limoger Cesare Fiorio, qui lui-même se montre suspicieux à l'égard de Steve Nichols et Jean-Claude Migeot, proches de Prost. Fiorio pourrait alors être remplacé par Luca di Montezemolo ou Marco Piccinini. Enfin, la presse italienne, clémente sur les erreurs de jeunesse d'Alesi, tire à boulets rouges sur Ferrari et son triple champion du monde, surnommé « l'ex-professeur » et accusé d'avoir délibérément commis une erreur de pilotage pour ne pas avoir à piloter sous la pluie,,.

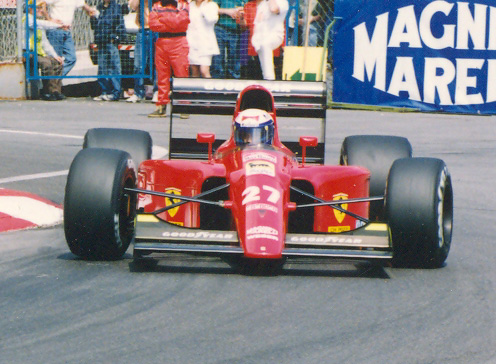
Alain Prost à bord de la Ferrari 642 à Monaco.

Début mai, à Monaco, alors que Gianni Agnelli attend des résultats immédiats, la Ferrari 642 se montre instable et sautille sur les bosses du tracé urbain : Alain Prost doit se contenter du septième temps qualificatif en 1 min 21 s 455, à 1,1 seconde de Senna, tandis qu'Alesi est neuvième en 1 min 21 s 910. Pour la course, les deux pilotes modifient les réglages de leur monoplace en adoptant des suspensions dures à l'avant et souples à l'arrière. Après un bon départ, Prost et Alesi sont cinquième et sixième à la fin de la première boucle, mais ce dernier n'est pas à l'aise avec la nouvelle configuration de sa voiture, qui sous-vire et détruit rapidement ses gommes. Il est alors menacé en début de course par la Jordan d'Andrea De Cesaris, ce qui agace passablement les mécaniciens et ingénieurs du garage de la Scuderia Ferrari. Au trentième tour, Prost remonte à la quatrième place en dépassant Nigel Mansell (Williams). Treize boucles plus loin, l'abandon de Stefano Modena (Tyrrell) et de Riccardo Patrese (Williams) permet à Prost d'occuper la deuxième position, à quarante secondes de Senna. Le Français est ensuite rattrapé par Mansell et souffre des vibrations de sa roue avant-droite, qui finit par perdre sa jante à six tours de l'arrivée. Il retourne aux stands pour faire changer sa roue mais un boulon glisse sous la monoplace. Ces déboires lui font reprendre la piste en cinquième position, avec un tour de retard sur Senna, tandis qu'Alesi en profite pour terminer troisième,,.
Si Prost est satisfait de sa prestation, ayant ravi le meilleur tour en course, il ne se fait guère d'illusion sur ses chances d'être titré : « Je sais maintenant que le championnat est joué et que la deuxième place que j'occupe derrière Senna est en quelque sorte un leurre ». Le Brésilien continue en effet son cavalier seul en tête du championnat en remportant sa quatrième victoire consécutive au volant de sa McLaren MP4/6 à moteur Honda. L'écurie italienne est deuxième du championnat du monde des constructeurs avec seize points, loin derrière les cinquante unités de McLaren, alors que Prost, avec onze points, est à vingt-neuf longueurs de Senna. Jean Alesi, septième avec cinq points et silencieux jusqu'à présent, dénonce ouvertement auprès de Cesare Fiorio un châssis « malade » tandis que les observateurs pointent du doigt le manque de souci du détail de la part de Ferrari. Surtout, le manque de cohésion au sein de l'équipe contraste avec ses moyens financiers et techniques : avec 140 millions de dollars annuels, Ferrari bénéficie du plus important budget du plateau, est l'unique écurie à disposer de sa propre piste d'essais privés, à Fiorano, d'un stock de 90 moteurs réservés à ses pilotes, et du centre de recherches et de calcul du groupe Fiat,,.
La semaine suivante, Cesare Fiorio, débarqué de son poste de directeur sportif de la Scuderia, est remplacé par un triumvirat constitué de Piero Lardi Ferrari (le fils naturel d'Enzo Ferrari) à la direction générale, de Claudio Lombardi (directeur de l'ingénierie de l'équipe de rallye Lancia) qui devient directeur des opérations de Ferrari et de Marco Piccinini, chargé de la gestion des pilotes et des commanditaires. Les spécialistes voient d'un mauvais œil cette restructuration : les deux nouvelles têtes pensantes n'ont pas d'expérience en Formule 1, ce qui entraînerait à la fois une désorganisation de Lancia en rallye et une pérennisation des problèmes internes chez Ferrari.

### Manque de fiabilité au Canada et au Mexique
Après cette révolution de palais, la saison se poursuit en juin au Canada sur le circuit Gilles-Villeneuve de Montréal où la Ferrari 642 manque encore de tenue de route : en qualifications, Alain Prost, souffrant d'une extinction de voix, est quatrième en 1 min 20 s 656, à huit dixièmes de seconde de l'auteur de la pole position, Riccardo Patrese (Williams), alors que Jean Alesi est septième en 1 min 21 s 227. En course, aucune des deux 642 ne rallie l'arrivée. Prost perd deux places en manquant son freinage dans l'épingle en tentant de dépasser Ayrton Senna, puis manque de percuter Maurício Gugelmin (Leyton House Racing) à qui il prenait un tour ; victime d'un incident électrique, il abandonne sa machine, boîte de vitesses bloquée au point mort, dans une échappatoire, au 27e tour. Alesi, qui a gagné deux places au départ et mis la pression sur son équipier en début d'épreuve, abandonne à cause de l'explosion de son moteur V12 dans la 34e boucle. Cette course reste dans les annales de la Formule 1 pour l'erreur de Mansell qui, alors qu'il avait course gagnée, cale à 500 mètres de l'arrivée en saluant la foule, laissant la victoire à Nelson Piquet, incrédule, qui remporte ainsi son 23e et dernier succès, au volant d'une Benetton Formula,,. Ce double abandon entraîne la chute de Ferrari au quatrième rang du championnat du monde des constructeurs, au profit de Benetton et Williams. Prost se retrouve troisième du championnat du monde des pilotes, derrière Piquet tandis qu'Alesi est huitième.
Deux semaines plus tard, lors du Grand Prix du Mexique sur l'Autódromo Hermanos Rodríguez, Ferrari confirme qu'une nouvelle monoplace, la Ferrari 643, fera ses débuts en compétition dès la manche suivante, en France. Des rumeurs affirment que Prost pourrait rejoindre Williams en 1992 tandis que John Barnard pourrait reprendre la direction technique de Ferrari, rumeur aussitôt démentie. Lors d'un entretien à la presse, Prost décrit le défaut structurel de la 642 : « La déportance créée par l'aileron avant n'est pas stable, elle s'accroît trop en fonction de la vitesse. Nous sommes donc obligés d'utiliser des ressorts de suspension très raides, et le comportement est très mauvais sur des pistes bosselées ». En piste, Jean Alesi tire le meilleur parti de la 642 : qualifié quatrième en 1 min 18 s 129 à 1,4 seconde de Patrese (Williams), il se bat en tête contre Senna et les deux pilotes Williams, malgré une douleur au genou survenue lors d'un accident durant le warm-up où il détruit l'avant de sa voiture, mais son embrayage le lâche au 43e tour. Prost, qui s'est élancé de la septième place (1 min 18 s 183) après avoir connu des problèmes de moteur lors des essais, prend un mauvais départ et est neuvième à la fin du premier tour. Pourchassé par la modeste Dallara 191 de Jyrki Järvilehto, il ne parcourt que dix-sept boucles, contraint à l'abandon sur une panne d'alternateur. La course voit Riccardo Patrese l'emporter devant son coéquipier Nigel Mansell, suivi par Ayrton Senna, toujours solide leader du championnat,,,.
Après ce deuxième double abandon consécutif, Ferrari occupe la quatrième place du championnat constructeurs, Prost est cinquième du classement des pilotes avec onze points, Alesi neuvième avec cinq points, à égalité avec Roberto Moreno (Benetton) : au volant de la 642, ils ont récolté un maigre total de 16 points, comptant un podium chacun.
La Ferrari 643 fait sa première apparition en course au Grand Prix de France, le 7 juillet 1991, sur le nouveau circuit de Magny-Cours ; elle fait d'entrée bonne impression à ses pilotes qui ont pu la tester au Mugello et sur la piste maison de Fiorano au début du mois. Jean Alesi déclare « Elle est nettement supérieure à la 642 en stabilité, elle ne vibre pas dans les virages délicats et tient bien la route ».

## Résultats en championnat du monde de Formule 1
| Saison | Écurie               | Moteur          | Pneus    | Pilotes     | Courses | Courses | Courses | Courses | Courses | Courses | Courses | Courses | Courses | Courses | Courses | Courses | Courses | Courses | Courses | Courses | Points inscrits | Classement |
| Saison | Écurie               | Moteur          | Pneus    | Pilotes     | 1       | 2       | 3       | 4       | 5       | 6       | 7       | 8       | 9       | 10      | 11      | 12      | 13      | 14      | 15      | 16      | Points inscrits | Classement |
| ------ | -------------------- | --------------- | -------- | ----------- | ------- | ------- | ------- | ------- | ------- | ------- | ------- | ------- | ------- | ------- | ------- | ------- | ------- | ------- | ------- | ------- | --------------- | ---------- |
| 1991   | Scuderia Ferrari SpA | Ferrari 037 V12 | Goodyear |             | USA     | BRÉ     | SMR     | MON     | CAN     | MEX     | FRA     | GBR     | ALL     | HON     | BEL     | ITA     | POR     | ESP     | JAP     | AUS     | 16              | 4e         |
| 1991   | Scuderia Ferrari SpA | Ferrari 037 V12 | Goodyear | Alain Prost | 2e      | 4e      | Np      | 5e      | Abd     | Abd     |         |         |         |         |         |         |         |         |         |         | 16              | 4e         |
| 1991   | Scuderia Ferrari SpA | Ferrari 037 V12 | Goodyear | Jean Alesi  | 12e     | 6e      | Abd     | 3e      | Abd     | Abd     |         |         |         |         |         |         |         |         |         |         | 16              | 4e         |

Légende : ici 

 * Résultats et classement de la Ferrari 642 pour six Grands Prix disputés (pour un total de 55,5 points inscrits par Ferrari au terme de la saison, finalement classée troisième du championnat du monde des constructeurs).